# Historia świata
Historia świata (inaczej: historia powszechna) zwyczajowo utożsamiana jest z historią gatunku ludzkiego, liczoną od momentu pojawienia się na świecie pierwszych Homo sapiens do czasów dzisiejszych. Historia rodzaju ludzkiego znaczona jest stopniowym rozwojem wynalazczości i odkrywczości, jak też wydarzeniami mającymi gwałtowną naturę – rewolucjami – definiującymi epoki w rozwoju materialnym i duchowym ludzkości. Według niektórych pisarzy (m.in. Ericha von Dänikena) powstanie cywilizacji zawdzięczamy przybyszom z kosmosu, którzy nauczyli ludzi budowania piramid, medycyny i astronomii.
W przeszłości ustalano początek historii rodzaju ludzkiego w odróżnieniu od prehistorii, w momencie niezależnego wynalezienia w kilku miejscach Ziemi pisma, które dało początek swoistej infrastrukturze umożliwiającej uwiecznianie i przekazywanie kolejnym pokoleniom pamięci rodzaju ludzkiego, a przez to rozprzestrzenianie i wzrost wiedzy. Pismo z kolei stało się niezbędnym wskutek rewolucji agrarnej z epoki neolitu, (tzw. rewolucja neolityczna) która spowodowała wyłonienie cywilizowanych, osiedlonych w stałych siedzibach społeczeństw, co umożliwiało opracowanie systemu społecznego podziału pracy.
Rozproszone społeczności, najczęściej zlokalizowane w pobliżu niezbędnej dla życia wody (rzek i jezior) z czasem przeistaczały się w coraz większe jednostki, co szło w parze z opracowywaniem coraz efektywniejszych środków transportu. Spajanie społeczności, przerywane chwilowymi konfliktami i rywalizacją pomiędzy przyległymi grupkami osadniczymi przez milenia doprowadziło do powstania jeszcze większych jednostek społecznych – państw, a nawet imperiów. Upadek europejskiego Imperium Rzymskiego, który dokonał się pod koniec ery starożytnej, oznaczał początki średniowiecza.
W połowie XV wieku Johannes Gutenberg wynalazł druk bazujący na ruchomych czcionkach, co doprowadziło do zupełnego przeorganizowania sposobów komunikacji między ludźmi. Druk odegrał ważną rolę w zamknięciu historii średniowiecznej i przeniesienia historii do czasów nowożytnych, podczas których nastąpiła między innymi epoka Renesansu, czy rewolucja przemysłowa.
Do XVIII wieku gromadzenie wiedzy i zdobycze technologiczne, szczególnie w Europie, spowodowało powstanie pewnej „masy krytycznej”, która zainicjowała rewolucję przemysłową. Przez ostatnie 250 lat, od czasów owej rewolucji, postęp wiedzy, technologii, handlu i – w nieunikniony sposób – sztuki wojennej można wyrażać wykładniczo, sprawiając, że dzisiejszy świat i ludzie żyjący na planecie o skończonej ilości zasobów stają zarówno w obliczu szans, jak i zagrożeń.

## Paleolit

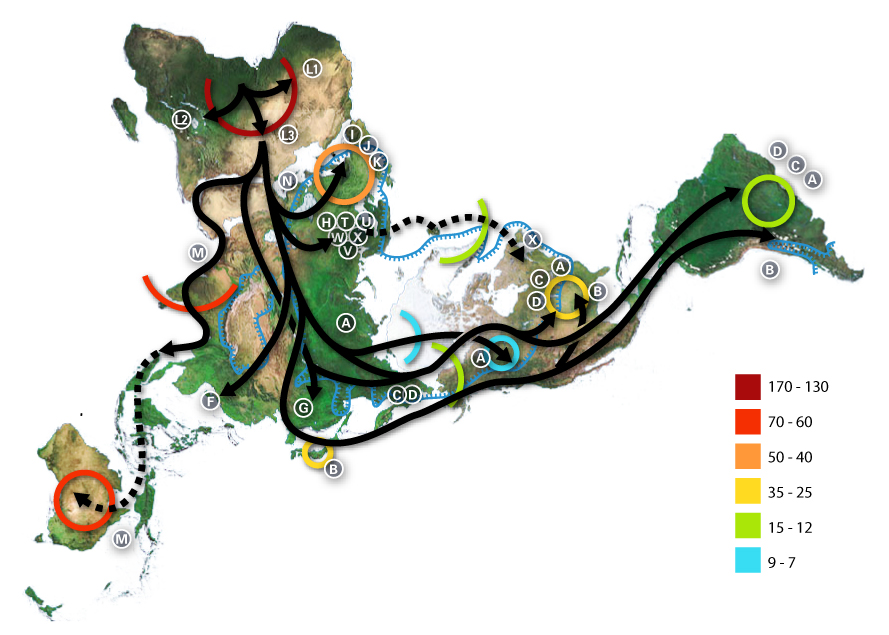
Mapa migracji wczesnych ludzi opracowana w oparciu o dane genetyczne. Liczby oznaczają milenia wstecz. (prawidłowość mapy została podważona)

"Paleolit" to inaczej wczesna epoka kamienia.
Dowody naukowe oparte na badaniach genetycznych i paleontologii umiejscawiają pierwszych przedstawicieli gatunku Homo sapiens w Afryce. Pojawili się oni około dwustu tysięcy lat temu w epoce paleolitu, co stanowiło zwieńczenie długiego okresu ewolucji rodzaju homo. Przodkowie 'ludzi rozumnych', gatunki pokroju Homo erectus, korzystały z prostych narzędzi od około miliona lat, a z biegiem czasu narzędzia te stawały się coraz bardziej wyrafinowane i skomplikowane. Ludzkość paleolityczna wykształciła również język, jak też repertuar obrządków, który przewidywał między innymi ceremonię pochówku zmarłych. [Oznaczało to, że ludzie paleolitu charakteryzowali się przywiązaniem do wspomnień, nie chcąc oglądać gnijących ciał.] Ludzie paleolitu żyli z łowiectwa i zbieractwa, prowadząc zwykle wędrowny tryb życia. W okresie tym pojawiły się też pierwsze oznaki prehistorycznej sztuki.
Kontrowersyjna teoria katastrofy jeziora Toba sugeruje, że ostatnia erupcja superwulkanu Toba, która wydarzyła się ok. 75 tys. lat temu, mogła mieć globalne skutki, zabijając większość przedstawicieli gatunku ludzkiego.
Współczesny gatunek ludzki rozprzestrzeniał się szybko po całej powierzchni kuli ziemskiej, od Afryki, poprzez wolne od zlodowacenia obszary Europy, aż do Azji. Szczyt ekspansji ludności na terenach Ameryki Północnej i Oceanii nastąpił podczas ostatniego zlodowacenia – wtedy tereny objęte klimatem umiarkowanym nie nadawały się do zasiedlenia. Mimo niedogodności, pod koniec ostatniego zlodowacenia, czyli około 12 tysięcy lat temu, ludzkość zdołała skolonizować prawie wszystkie wolne od lodu części planety.
Społeczeństwa pozyskujące żywność ze zbieractwa i myślistwa zwykle były niezbyt liczne, choć istnieją wśród pierwszych skupisk ludzi przypadki rozbudowanego systemu społecznego. Możliwa również była komunikacja między społecznościami podzielonymi dużą odległością, czego przykładem są „autostrady” Aborygenów.
Większość wędrujących grup polujących i zbierających żywność została albo przekształcona w większe społeczeństwa rolnicze, albo przez takie społeczeństwa wchłonięta. Pozostałe grupki ludności albo wyginęły, albo pozostały w izolacji. Takie skupiska ludności spotykane są jeszcze dziś w oddalonych od cywilizacji regionach.

## Mezolit

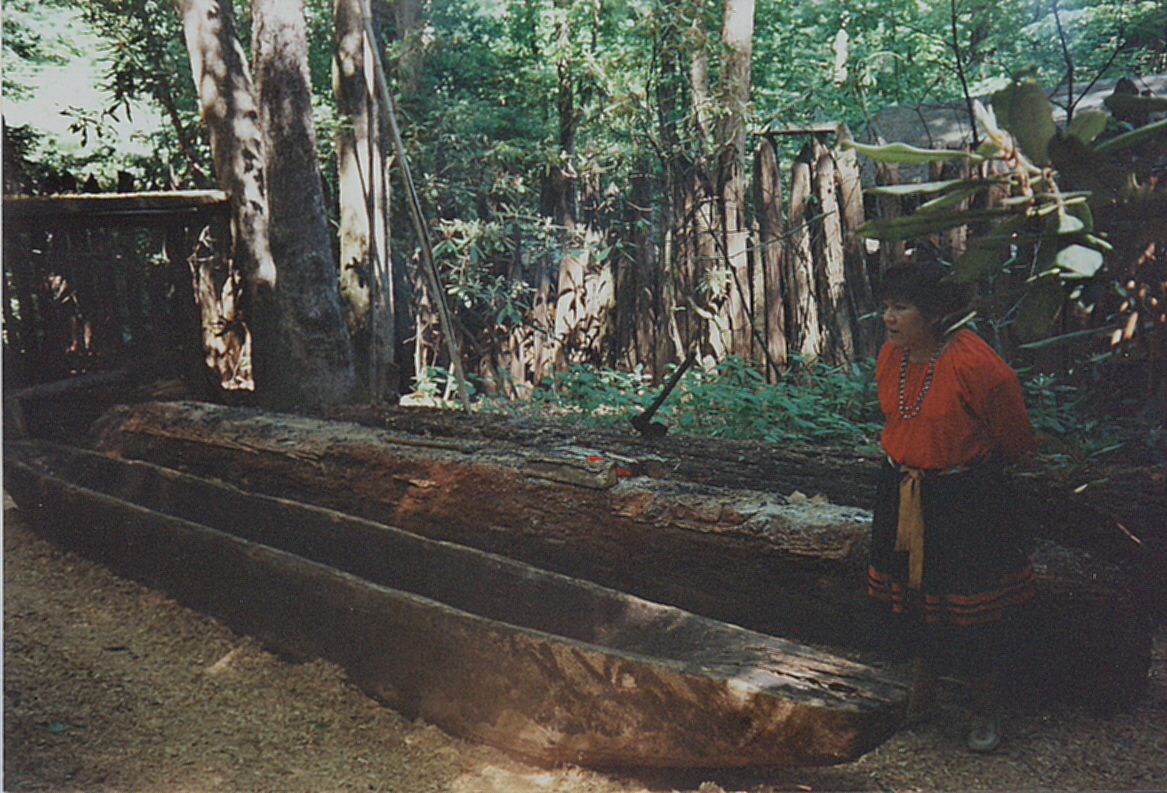
Łódź dłubanka

Mezolit, czyli średnia epoka kamienia (z języka greckiego „mezos” – „środkowy”, „lithos” – „kamień”) to okres rozwoju technicznego ludzkości – etap przejścia z paleolitu do neolitu.
Mezolit rozpoczął się pod koniec plejstocenu, około 10 tysięcy lat temu, zakończył się zaś wraz z wprowadzeniem rolnictwa. Zamknięcie epoki mezolitycznej datuje się różnie w różnych częściach świata. Dla przykładu, na Bliskim Wschodzie rolnictwo istniało już pod koniec plejstocenu, więc epoka mezolityczna na tych obszarach jest krótka i skąpo opisana. W odniesieniu do obszarów, gdzie zlodowacenie było najwyżej częściowe, zamiast określenia „mezolit” spotyka się czasami słowo epipaleolit.
W regionach, gdzie zmiany klimatyczne po ostatnim zlodowaceniu były poważniejsze, era mezolityczna utrzymywała się dłużej, czasami nawet całe milenia. Społeczności zamieszkujące Europę Północną były w stanie utrzymać się przy życiu dzięki bagnistym obszarom, których istnieniu sprzyjało ocieplenie klimatu. Warunki klimatyczne znalazły odzwierciedlenie w zachowaniu zamieszkujących określone obszary społeczności, co widać w zachowanych śladach kultury maglemoskiej i azylskiej. Kwestie środowiskowe dodatkowo opóźniły nastanie neolitu w północnej Europie do około 4000 roku p.n.e.
Pozostałości z epoki mezolitycznej są rzadkością i najczęściej ograniczają się do odpadków z domostw. W obszarach zalesionych znaleźć można pozostałości wyrębu drzew z tego właśnie okresu, choć szerzej zakrojona wycinka lasów nastąpiła dopiero w neolicie, wraz z rosnącym zapotrzebowaniem na ziemię pod uprawy.
Z epoki mezolitu w większości obszarów pozostały małe złożone narzędzia krzemienne – mikrolity i mikroburiny. Gdzieniegdzie znaleziono również osprzęt wędkarski, topory ciesielskie i obiekty drewniane – łodzie i łuki. Przykłady nowszych technologii pojawiły się najwcześniej w Afryce, co należy skojarzyć z kulturą azylską, po czym przeniknęły do Europy dzięki wczesnym plemionom zamieszkującym obszary dzisiejszej Hiszpanii i Portugalii oraz plemionom  zamieszkującym Palestynę. Niewykluczone jest, że bardziej zaawansowane narzędzia pojawiły się w kilku miejscach równocześnie, za sprawą wzajemnie niezależnego postępu cywilizacyjnego.

## Neolit
Słowo „Neolit” oznacza „nową epokę kamienia”. Był to okres rozwoju prymitywnych technologii i społeczeństw, zamykający epokę kamienia. Początek epoki datuje się na 10 tysięcy lat p.n.e., zaś osiągnięcia epoki obejmują osiedlanie się ludzi we wsiach, rozwój rolnictwa, udomowienie zwierząt i rozwój narzędzi.

### Rozwój rolnictwa

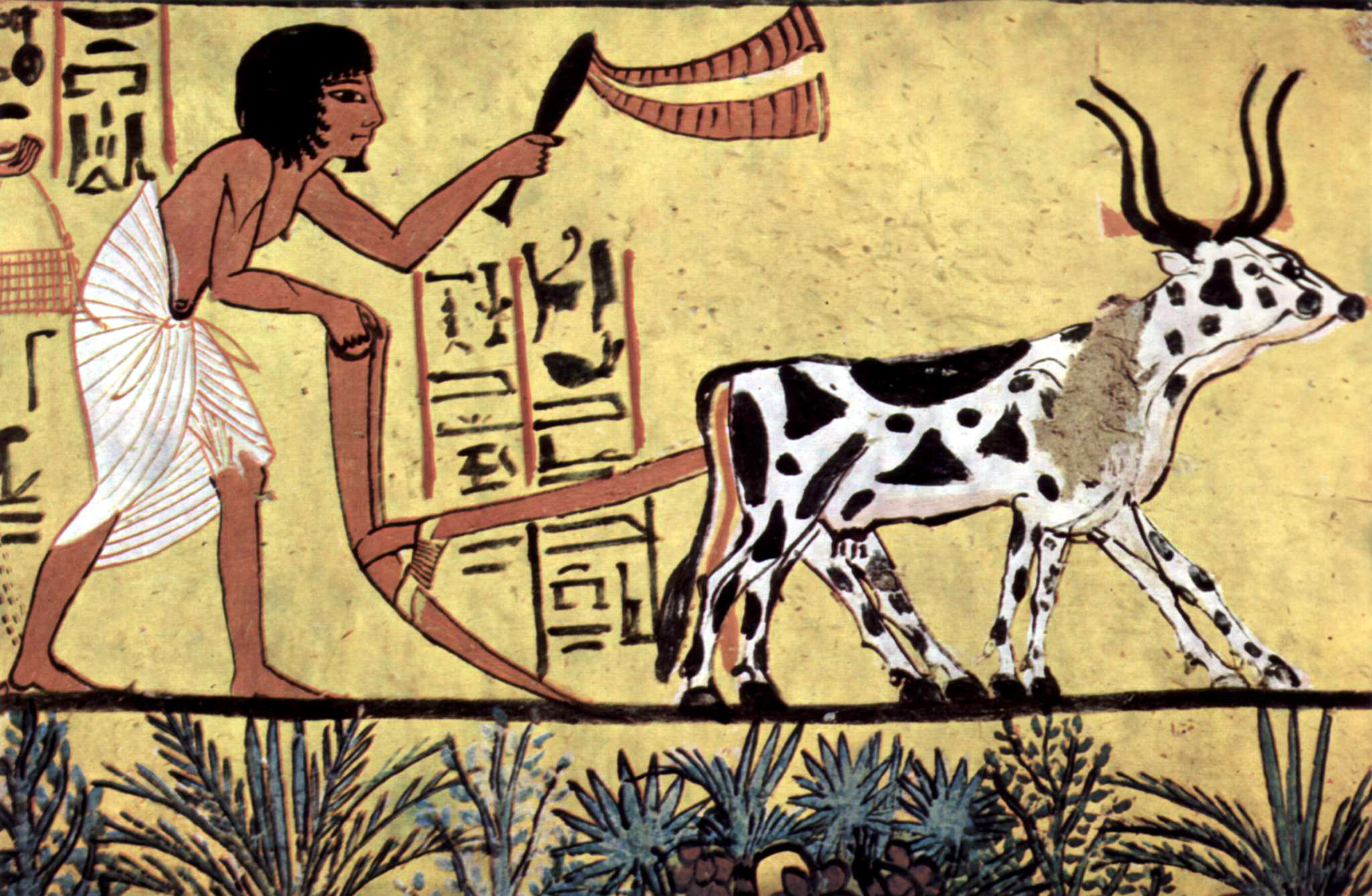
Krowa i pług namalowane w Starożytnym Egipcie, około 1200 roku p.n.e

Ważną zmianą, która zaszła w neolicie, według historyka Vere Gordon Childe określaną jako „rewolucja agrarna” jest przestawienie się społeczności na pozyskiwanie żywności z rolnictwa około 10 tysięcy lat p.n.e. Około 9500 roku p.n.e. uprawę roli podjęli mieszkańcy Żyznego Półksiężyca. Do roku 7000 p.n.e. rolnictwo zakorzeniło się w Indiach, a do roku 6000 p.n.e. w Egipcie. Około 5 tysięcy lat p.n.e. ziemię uprawiali Chińczycy, a ślady działalności rolniczej w Ameryce Środkowej datuje się na około 2700 lat p.n.e.
Mimo że odkrycia archeologów z epoki neolitu pochodzą raczej z Żyznego Półksiężyca na Bliskim Wschodzie, ślady z kontynentu amerykańskiego oraz wschodniej i południowo-wschodniej Azji pokazują, że rolnictwo wykorzystujące różne rośliny uprawne i zwierzęta hodowlane mogło się rozwinąć w tych miejscach w tym samym czasie, co na Środkowym Wschodzie.
Dalszy rozwój rolnictwa na Środkowym Wschodzie nastąpił w wyniku opracowania przez Sumerów około 5500 lat p.n.e. zorganizowanego nawadniania pól uprawnych i wykorzystania na polach specjalizowanej siły roboczej. Kamień został wyparty przez brąz i żelazo – zarówno w uprawie roli, jak i w sztuce wojennej. Do tego czasu siedliska rolnicze były w zupełności zależne od zapasów kamienia. W Eurazji narzędzia, broń i ozdoby z miedzi i brązu pojawiły się około 3 tysięcy lat p.n.e. Na wschodzie rejonu śródziemnomorskiego, Bliskim Wschodzie i w Chinach w późniejszych latach pojawiły się broń i narzędzia z żelaza.
Mieszkańcy Ameryki prawdopodobnie nie wykształcili metod produkcji narzędzi z metalu do roku 900 p.n.e. (czasy kultury Chavin). Przedstawiciele kultury Mochica korzystali jednak z metalowych zbroi, noży i zastawy stołowej. Nawet Inkowie, nieposiadający dostępu do bogatych złóż metali, posiadali pługi zakończone metalowymi lemieszami, przynajmniej od czasu podboju ludu Chimú. Niewiele jak do tej pory wiadomo o rdzennych mieszkańcach dzisiejszego Peru, a kipu (forma zapisu informacji wykorzystywana przez Inków) spłonęły podczas podboju Peru przez Hiszpanów. Nawet w roku 2004 archeolodzy odnajdywali na terenie Peru starożytne miasta. Niektóre z wykopalisk sugerują jednak, że stal mogła być wykorzystywana w Ameryce jeszcze zanim pojawiła się w Europie.
Ośrodki, gdzie skupiała się ludność neolitu leżały w pobliżu rzek i kotlin – przykłady to dolina Żółtej Rzeki w Chinach, Nilu w Egipcie, czy Indusu na subkontynencie indyjskim. Niektóre plemiona prowadzące wędrowny tryb życia, jak na przykład rdzenni Australijczycy i Buszmeni z południowej Afryki, nie przestawiły się na produkcję rolną do względnie późnych lat.
Do 1800 roku nie wszystkie skupiska ludności były jeszcze upaństwowione. Naukowcy nie są zgodni co do tego, czy takie grupy można już nazwać plemionami. Czynnikiem przyspieszającym transformację struktur plemiennych w państwa europejskie i pozaeuropejskie było zagrożenie lub innego rodzaju wpływ upaństwowionych społeczeństw. Przykładami mogą być Markomanowie, plemiona polskie i litewskie. Niektóre plemiona, takie jak Kasyci czy Mandżurowie podbijali inne państwa, po czym byli przez nie wchłaniani.
Rolnictwo umożliwiło powstanie złożonych społeczeństw – cywilizacji. Pojawiały się państwa i handel. Rozwój technologiczny dawał ludziom możliwość wpływania na przyrodę i rozwoju transportu oraz komunikacji.

### Rozwój religii
Właśnie w epoce neolitu większość historyków dopatruje się początków złożonych religii. Wierzenia religijne tego okresu najczęściej ograniczały się do kultu bogini-matki, ojca-nieba oraz Słońca i Księżyca w roli bóstw (zobacz też bóstwo solarne). Powstawały kapliczki, po pewnym czasie przemieniane w świątynie, które niosły ze sobą czasami skomplikowany system funkcji, w tym kapłanów i kapłanek. Typowym zachowaniem ludzi neolitu był kult bóstw antropomorficznych.

## Początki cywilizacji

### Państwowość
Rewolucja neolityczna wprowadziła szereg zmian. Pozwoliła na koncentrację zaludnienia, co z czasem doprowadziło do uformowania się pierwszych państw. Istnieje kilka definicji słowa „państwo”. Max Weber i Norbert Elias zasugerowali, by państwem nazywać taką organizację ludności, która ma monopol na uzasadnione wykorzystanie siły w określonym obszarze geograficznym.

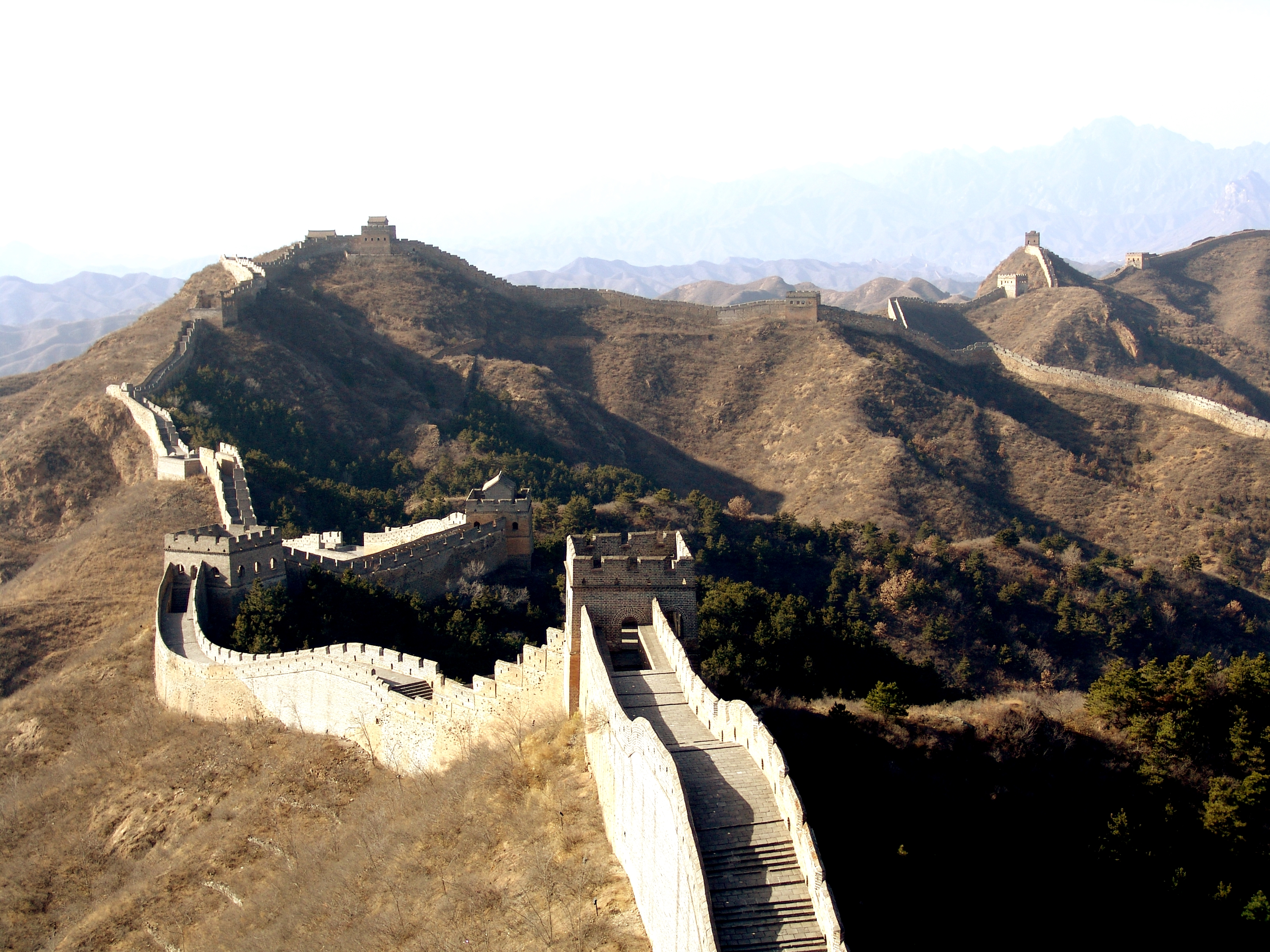
Granice definiują kształt państwa – typowym przykładem jest chiński Wielki Mur, rozciągający się na długości 6700 kilometrów. Pierwsze jego fragmenty powstały w III wieku p.n.e., mając chronić państwo chińskie przed wędrownymi najeźdźcami. Kilkanaście razy mur był rozbudowywany i naprawiany.

Pierwsze struktury państwowe powstały w Mezopotamii, starożytnym Egipcie i starożytnych Indiach pod koniec czwartego i na początku trzeciego tysiąclecia przed naszą erą. W Mezopotamii istniała pewna liczba wolnych miast. Starożytny Egipt powstał jako państwo bez miast, lecz wykształcił je w niedługim czasie.
Państwo z zasady potrzebuje do egzystencji armii, by móc spełnić kryteria przytoczonej powyżej definicji. Armia z kolei do skutecznego działania wymaga biurokracji. Jedynym odstępstwem od tej reguły wydaje się cywilizacja doliny Indusu, w której przypadku nie udało się znaleźć śladów wojska.
Państwa pojawiły się na obszarze Chin w późnym III lub wczesnym II tysiącleciu przed naszą erą.
Na Bliskim Wschodzie pomiędzy poszczególnymi państwami dochodziło do częstych konfliktów. Około roku 1275 p.n.e. Hetyci i starożytni Egipcjanie podpisali pokój w Kadeszu, który był pierwszym opisanym przez historię traktatem pokojowym.
Powstały imperia, podbijające obszary zamieszkiwane przez kolejne plemiona, jak miało to miejsce w Persji w VI wieku p.n.e., imperium Maurjów w IV wieku p.n.e., Chinach w III wieku p.n.e. i cesarstwie rzymskim w I wieku p.n.e.
Występowały również sytuacje konfliktowe między imperiami – na przykład w VIII wieku, kiedy to arabski kalifat islamski, którego rządy rozciągały się od Hiszpanii do Iranu i chińska dynastia Tang, której strefy wpływów obejmowały obszar od regionu Sinciang do Korei przez dekady toczyły walki o kontrolę nad środkową Azją.
Największym imperium położonym na ciągłym obszarze było XIII-wieczne imperium mongolskie. W tym samym czasie większość ludności zamieszkującej Europę, Azję i Afrykę Północną należała do jakiegoś państwa. Dodatkowo państwa istniały również na terenie Meksyku i zachodnich obszarach Ameryki Południowej. Państwa sprawowały kontrolę nad rosnącą częścią lądu i ludności; ostatni „pusty” obszar Ziemi (nie wliczając w to niezamieszkanej Antarktydy), został podzielony pomiędzy istniejące państwa na mocy traktatu berlińskiego z 1878 roku.

### Miasta i handel

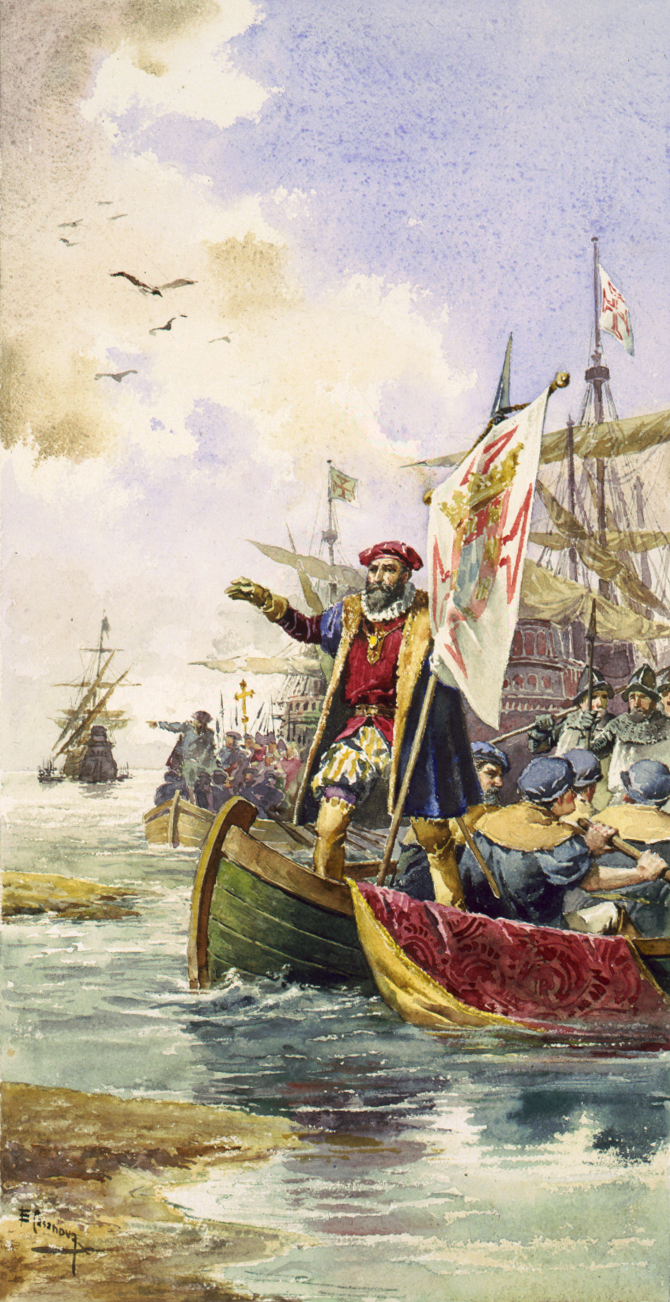
Vasco da Gama popłynął pod koniec XV i w początkach XVI wieku do Indii, aby przywieźć przyprawy i uniknąć ceł za transport lądowy

Rolnictwo powodowało powstawanie nadwyżek żywności i wymuszało opracowanie metod na ich przechowywanie oraz udostępnianie tej części populacji, która nie była bezpośrednio zaangażowana w produkcję żywności. Rozwój rolnictwa pozwolił na powstanie pierwszych miast. Były one centrami handlu, rzemiosła i władzy administracyjnej, nie posiadając praktycznie infrastruktury rolniczej. Miasta istniały w stosunku symbiozy z otaczającymi je ośrodkami rolniczymi, przejmując nadwyżki żywności, a w zamian oferując wyroby pozarolnicze i ochronę wojska.
Rozwój miast nadążał za rozwojem ogólnym cywilizacji: pierwsza cywilizacja sumeryjska w dolnej Mezopotamii rozwinęła się około 3500 lat p.n.e., później zaś nad Nilem pojawiła się cywilizacja starożytnego Egiptu (3300 p.n.e.) i cywilizacja doliny Indusu nad rzeką Indus (również 3300 p.n.e.) Pojawiały się miasta o coraz bardziej skomplikowanej strukturze, również w sferach społecznych i ekonomicznych. Każda z cywilizacji była do tego stopnia odmienna od pozostałych, że prawie z całą pewnością można mówić o ich niezależnym powstaniu. Właśnie na potrzeby rozwijających się miast opracowane zostało pismo i złożony model handlu.
W Chinach wczesnomiejskie społeczeństwo mogło uformować się około 2500 lat p.n.e., lecz pierwszą zdefiniowaną przez archeologów dynastią była dynastia Shang.
W drugim tysiącleciu przed naszą erą powstała cywilizacja kreteńska, grecka (na stałym lądzie) oraz turecka.
Na kontynentach amerykańskich, a ściślej w Ameryce Środkowej i na terenach Peru, cywilizacje Majów, Mochica i Nazca pojawiły się pod koniec pierwszego tysiąclecia p.n.e.
Pierwszy system monetarny wprowadzono około roku 625 p.n.e. w Lidii, w Anatolii, w zachodniej Turcji.
Szlaki handlowe pojawiły się w zachodniej części obszaru śródziemnomorskiego w IV tysiącleciu p.n.e. Dalekosiężne szlaki handlowe powstawały od III tysiąclecia p.n.e., gdy zamieszkujący Mezopotamię Sumerowie handlowali z przedstawicielami cywilizacji doliny Indusu. Jedwabny Szlak biegł od Chin do Syrii w II wieku p.n.e. Miasta w centralnej Azji i Persji stanowiły ważne skrzyżowania tych dróg handlowych. Fenicjanie i starożytna cywilizacja grecka ustanowiły swoje oparte na handlu imperia w obszarze Morza Śródziemnego w pierwszym tysiącleciu p.n.e.
Pod koniec I i w początkach II tysiąclecia naszej ery nad szlakami handlowymi dominowali Arabowie pochodzący z rejonu Oceanu Indyjskiego, wschodniej Azji i Sahary. Pod koniec I tysiąclecia handel w rejonie Morza Śródziemnego zdominowali Żydzi. W początkach II tysiąclecia dominację nad handlem przejęli Włosi, a centrami handlowymi północnej Europy były miasta niemieckie i flamandzkie. We wszystkich obszarach ówczesnego cywilizowanego świata większe miasta powstawały u styku szlaków handlowych.

### Religia i filozofia

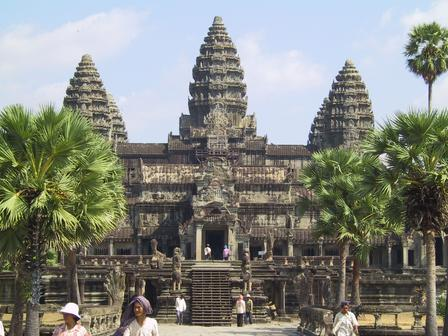
Świątynia Angkor Wat, Kambodża, początek XII wieku.

Pierwotnymi formami religii były animizm i politeizm. Religie te miały charakter plemienny. Z czasem zarówno na wschodzie, jak i zachodzie pojawiły się nowe doktryny filozoficzne i religijne. Nasilenie obserwuje się od VI wieku p.n.e. Wówczas powstało wiele nowych religii, z czego największe to hinduizm i buddyzm, które powstały na terenie Indii, oraz zoroastryzm pochodzący z Persji. Korzenie religii abrahamowych, pochodzących z Bliskiego Wschodu sięgają judaizmu i datowane są na początki II tysiąclecia p.n.e.
W Chinach do czasów obecnych dominowały trzy nurty myślenia: taoizm, legizm i konfucjanizm. Szkoła konfucjanizmu w późniejszych czasach uzyskała dominującą pozycję. Konfucjanizm opierał się na moralności politycznej oraz mocy i znaczeniu tradycji, nie zaś na sile prawa. W Ameryce i Afryce religie plemienne utrzymały się do kolonizacji europejskiej.
Patrząc na cywilizację Zachodu, można dostrzec rozprzestrzenianie się myśli filozoficznej Greków, szczególnie Platona i Arystotelesa. Ich nauki przeniknęły również do Azji, po podbojach Aleksandra Macedońskiego.

## Ważniejsze cywilizacje i regiony
Do ostatnich wieków przed naszą erą, w rejonach Morza Śródziemnego, rzeki Ganges i Żółtej Rzeki powstały imperia, które były wzorem do naśladowania dla późniejszych władców. Imperium Maurjów rozciągało swe wpływy na obszarze większości Azji Południowej, zaś Królestwo Pandja w południowych Indiach. Chińskie dynastie Qin i Han poszerzały swe strefy wpływów dzięki jedności politycznej, sprawnej komunikacji i ustanowieniu przez cesarza Wudi monopolu państwowego.
Starożytni Grecy zbudowali cywilizację uważaną przez historyków za kulturowy fundament ludzkości Zachodu. W trzecim wieku przed naszą erą rozszerzanie swoich wpływów podjęli starożytni Rzymianie, stosując podboje i kolonizację kolejnych obszarów. Pod rządami cesarza Oktawiana Augusta pod koniec pierwszego wieku p.n.e. cesarstwo rzymskie sprawowało kontrolę nad wszystkimi terenami otaczającymi Morze Śródziemne.
Wielkie mocarstwa pokładały ufność w armii, aneksji terytoriów i tworzeniu warownych siedlisk – centrów produkcji rolnej. Względny pokój, który zapewniały, zachęcał do prowadzenia handlu zagranicznego, czego dobrym przykładem jest rozległa sieć szlaków handlowych w rejonie Morza Śródziemnego, rozwinięta w epoce hellenistycznej, czy jedwabny szlak.
Typowa bolączka imperiów to kłopoty z utrzymaniem relatywnie dużych sił zbrojnych oraz centralnej biurokracji. Koszty utrzymania państwa najdotkliwiej odczuwali chłopi – posiadający na własność ziemię magnaci coraz lepiej radzili sobie ze scentralizowanym nadzorem i kosztami. Zagrożenie z zewnątrz w postaci plemion barbarzyńskich pustoszących obszary przygraniczne powodowało czasami wewnętrzne rozłamy w państwie. Chiny za czasów panowania dynastii Han popadły w stan wojny domowej (ok. 220 p.n.e.), a Cesarstwo rzymskie w tym samym czasie popadało w coraz dalej posuniętą decentralizację i podziały. Imperia powstawały i upadały na całej europejskiej, azjatyckiej i amerykańskiej rozciągłości pasa klimatu umiarkowanego.
Stopniowy rozkład Imperium Rzymskiego, postępujący w okresie kilkuset lat od II wieku n.e. zbiegł się w czasie z uzyskiwaniem przez chrześcijaństwo coraz silniejszej roli i rozprzestrzenianiem się go na zachód z terytoriów Bliskiego Wschodu. Zachodnia cześć Cesarstwa rzymskiego znalazła się pod panowaniem plemion germańskich w V wieku n.e., które ewoluowały stopniowo do formy wojowniczych państw, z których każde w jakiś sposób związane było z kościołem rzymskokatolickim. Pozostała na wschodzie obszaru śródziemnomorskiego część Cesarstwa rzymskiego stała się cesarstwem bizantyjskim. Wieki później, częściowe przywrócenie jedności w Europie odbyło się za sprawą ustanowienia Świętego Cesarstwa Rzymskiego, w którego skład weszły narody zamieszkujące dzisiejsze Włochy i Niemcy.
Podobne wzloty i upadki dynastii da się zauważyć w Chinach. Po upadku dynastii Han i Epoce Trzech Królestw, koczownicze plemiona zaczęły najeżdżać kraj z północy (IV wiek), podbijając północne Chiny i ustanawiając wiele małych państw. Zjednoczenie Chin w roku 581 jest dokonaniem dynastii Sui. Pod rządami dynastii Tang (618-907) Chiny wkroczyły w „złoty wiek”. Jednak i w dynastii Tang nastąpił rozłam, a po trwającym około 50 lat okresie zamętu Chiny zjednoczyły się ponownie pod rządami dynastii Song w roku 982. Zagrożenie ze strony koczowniczych plemion z północy stawało się kwestią coraz bardziej kluczową w polityce kraju. Północne obszary Chin zostały w roku 1141 utracone na rzecz Dżurdżenów, a całość kraju podbili w roku 1279 wraz z większością Eurazji Mongołowie.
W ówczesnych latach północne Indie znajdowały się pod rządami dynastii Guptów. W południowych Indiach powstały trzy królestwa Drawidów: Chera, Chola i Pandjas. Wynikła z tego stabilność, która przyczyniła się do sławienia złotej ery hinduizmu w IV i V wieku.

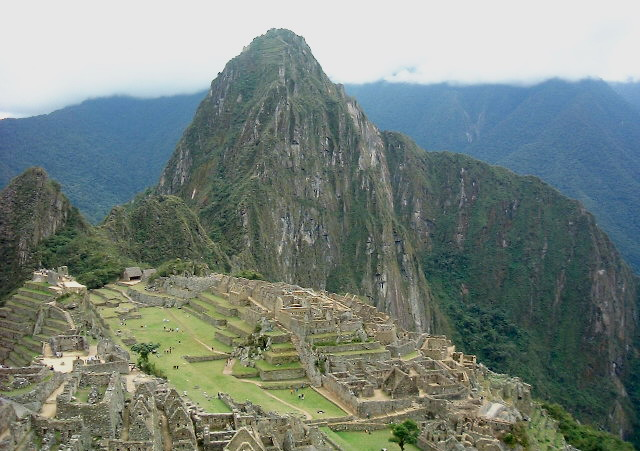
Machu Picchu, „zaginione miasto Inków”, stało się najbardziej rozpoznawalnym symbolem cywilizacji Inków

W tym samym czasie również w Ameryce Środkowej powstawały złożone społeczności, czego dobitnym przykładem są cywilizacje Majów i Azteków. W dobie stopniowego osłabienia macierzystej kultury Olmeków, wolne miasta Majów stopniowo zwiększały swoją liczebność i znaczenie, a kultura Majów rozprzestrzeniała się po Jukatanie i jego okolicach. Później powstałe imperium Azteków powstało na bazie kulturowej okolicznych ludów i podbitych plemion (na przykład Tolteków).
XIV i XV wiek był w Ameryce Południowej czasem świetności Inków, których stolicą było miasto Cuzco. Zaawansowani i rozwojowi Inkowie obejmowali zasięgiem swojego państwa całe Andy, rozwinąwszy znakomity system dróg i budownictwo.
Kolejną ze znacznych sił ówczesnego świata był islam, który rozwinął się w krajach arabskich w VII wieku. Z garstki zwolenników ewoluował on do postaci będącej podstawą wielu imperiów Bliskiego Wschodu, Azji Środkowej, Indii i dzisiejszej Indonezji.
W północno-wschodniej Afryce przy chrześcijaństwie pozostały Nubia i Etiopia – wszystkie państwa położone na północ od równika przeszły na islam. Nowa wiara przyniosła ze sobą technologie pozwalające po raz pierwszy na prowadzenie szlaków handlowych przez Saharę. Podatki pochodzące z takiego handlu przynosiły znaczne zyski państwom północnoafrykańskim i doprowadziły do powstania między innymi szeregu państw w rejonie Sahel.
Ten okres historii świata charakteryzował się powolnym, lecz konsekwentnym rozwojem technologicznym, którego ważniejsze osiągnięcia to strzemię, czy pług, pojawiające się w odstępie kilkuset lat. Niektóre części świata były też świadkami gwałtownego rozwoju techniki. Bodajże najważniejszym przypadkiem jest rejon śródziemnomorski czasu hellenistycznego, gdzie doszło do opracowania setek rozwiązań technologicznych. Czas wzmożonego rozwoju techniki następował przed okresem technologicznego zastoju, jak w przypadku cesarstwa rzymskiego i jego upadku we wczesnym średniowieczu.

## Rozwój Europy

### Uwarunkowanie rozwoju Europy

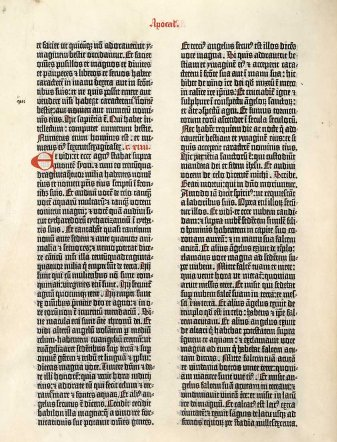
Wynalezienie około roku 1450 prasy drukarskiej z ruchomą czcionką zostało uznane przez czasopismo „LIFE” za najważniejszy ze 100 wynalazków ostatniego tysiąclecia. Według niektórych źródeł w mniej niż 50 lat po wydaniu drukiem pierwszej Biblii w roku 1455, drukiem ukazało się ponad dziewięć milionów pozycji

Prawie wszystkie społeczeństwa rolne były ograniczane przez panujące w miejscu ich zamieszkania warunki naturalne. Produkcja pozostawała na relatywnie niskim poziomie, a zmiany klimatyczne zachęcały do wysiłków i eksploracji, które nie raz przynosiły już wzloty i upadki cywilizacji. Do roku 1500 zmiany w społeczeństwach miały jednak charakter głównie jakościowy. Rozwój technologii i zysk pochodzący z handlu stopniowo rozszerzały możliwości ludzi.
Już przed XVI wiekiem niektóre cywilizacje wykształciły skomplikowany system społeczny. W starożytnej Grecji i Rzymie powstały społeczności, za którymi stał skomplikowany mechanizm monetarny, zakładający istnienie rynków finansowych i własności prywatnej. Takie instytucje stworzyły warunki dla ciągłej akumulacji kapitału i zwiększonej produkcji. Według niektórych wyliczeń, przychód na jednego mieszkańca rzymskich Włoch (najbardziej rozwiniętego regionu Cesarstwa rzymskiego) porównywalny był z przychodami uzyskiwanymi przez statystycznego mieszkańca najbardziej rozwiniętych społeczeństw ekonomicznych XVIII wieku).
Najbardziej rozwinięte rejony cywilizacji klasycznej były raczej zurbanizowane, a tendencja ta utrzymywała się aż do początków ery nowożytnej. Cywilizacja klasyczna popadła jednak stopniowo w zapaść, a historycy nie są nadal pewni przyczyn tego zjawiska.
W Chinach już około roku 1000 opracowano skomplikowany system monetarny. Kraj ten charakteryzował się również wolnością chłopów, których produkcja rolna nie tylko wykorzystywana była do utrzymania się przy życiu, ale mogła być sprzedawana – dzięki temu chłopi aktywnie uczestniczyli w rynku towarów i usług. Produkcja rolna Chin stała na wysokim poziomie, a społeczeństwo było wysoce zurbanizowane. Postęp techniczny Chin był tak wielki, że kraj ten miał monopol na miechy tłokowe i druk. Po wytępieniu ludu Dżurdżenów pozostała ludność dynastii Song została w roku 1279 podbita przez Mongołów.
Renesans europejski, którego początek przypadł na XIV wiek, polegał na ponownym odkryciu roli, jaką w rozwoju nauki odegrały cywilizacje klasyczne i na ekonomicznym oraz społecznym wzroście Europy. Renesans spowodował też jednak powstanie kultury ciekawości, która dała początek humanizmowi, rewolucji naukowej i wielkiemu przejściu ku rewolucji przemysłowej. Siedemnastowieczna rewolucja naukowa nie wniosła jednak znacznego wkładu w rozwój techniki: opracowane teorie zaczęto wdrażać dopiero w końcach wieku XVIII.
Cechami wyróżniającymi cywilizację europejską spośród innych było opracowanie kultury przedsiębiorczości i przychody generowane przez handel szlakami przebiegającymi przez Ocean Atlantycki, w tym przez handel niewolnikami z Afryki. Niektórzy historycy uważają, że około roku 1750 produkcja w bardziej zurbanizowanych częściach Chin stała na tym samym poziomie, co europejskie państwa czerpiące zyski z handlu przez Atlantyk, inni zaś, tak jak Angus Maddison są zdania, że produkcja na jednego mieszkańca Europy Zachodniej pod koniec średniowiecza przekroczyła już wskaźniki innych rejonów świata.
Przyczyny tego, że począwszy od późnego średniowiecza, znaczenie Europy rosło i która stała się kolebką rewolucji przemysłowej oraz zdominowała świat, jest kilka. Max Weber argumentował tę sytuację etyką pracy protestantów, która skłaniała mieszkańców Europy do dłuższej i cięższej pracy. Inne wyjaśnienia socjotechniczne kierują się w stronę demografii: rozwój populacji w Europie na tle na przykład Azji był znacznie ograniczony przez celibat wśród duchownych, emigrację do skolonizowanych ziem, powstawaniem ośrodków miejskich o wysokiej śmiertelności, ciągłymi działaniami wojennymi i tendencją do zawierania związków małżeńskich w późniejszym wieku. Względny niedostatek siły roboczej oznaczał, że ewentualne nadwyżki można było inwestować w rozwiązania techniczne powodujące spadek zapotrzebowania na pracę. Przykładami osiągnięć, które hamowały wzrost populacji, są koła wodne, młyny, przędzenie, krosno tkackie, maszyna parowa i żegluga.
Pojawiły się również głosy, jakoby rozwój Europy powodowany był wyższością europejskich instytucji, a ekonomia wolnorynkowa była w tej części świata silniejsza niż w pozostałych regionach dzięki ideom wolności charakterystycznym dla kontynentu. Ostatnio naukowcy tacy, jak Kenneth Pomeranz rzucili takiej teorii wyzwanie. Z drugiej strony, również rewizjonistyczne postrzeganie historii otrzymało słowa krytyki za notoryczne niedocenianie osiągnięć Europejczyków.
Ważną rolę mogło odegrać położenie Europy. Bliski Wschód, Indie i Chiny otoczone są pasmami gór, poza zasięgiem których teren jest względnie płaski. Europa jest za to poprzecinana pasmami górskimi (Alpy, Pireneje, Apeniny, Karpaty i inne), a do tego morzami. Taki układ geograficzny dawał Europie pewną ochroną przed azjatyckimi najeźdźcami. Przed wynalezieniem broni palnej plemiona nomadów były o wiele silniejsze od rolniczych ludów zamieszkujących skraje Eurazji. Po wkroczeniu na równiny północnych Indii lub do dolin w Chinach grupy nomadów były praktycznie nie do zatrzymania. Ich działania często kończyły się zniszczeniem całych regionów. Złota epoka Islamu została zakończona zniszczeniem w roku 1258 Bagdadu przez Mongołów. Indie i Chiny były często celami najazdów, a Rosja przez kilka stuleci znajdowała się pod wpływami Tatarów. Środkowa i zachodnia Europa, oddalone od wpływów środkowoazjatyckich, były o wiele mniej narażone na najazdy.
Układ geograficzny wpłynął również na szereg różnic geopolitycznych. Przez większość swoich dziejów Chiny, Indie i Bliski Wschód zjednoczone były pod panowaniem jednej władzy, która swoje wpływy rozciągała aż do leżących na peryferiach kraju gór i pustyń. W roku 1600 Imperium Osmańskie sprawowało władzę nad prawie całym Środkowym Wschodem, dynastia Ming rządziła Chinami, a Mogołowie Indiami. Inaczej było w Europie – ta była prawie zawsze podzielona na szereg zwalczających się wzajemnie państw. Imperia paneuropejskie, poza cesarstwem rzymskim miały tendencję do upadania zaraz po ukonstytuowaniu.
Często cytowanym przyczynkiem do sukcesu Europy była ostra konkurencja pomiędzy rywalizującymi ze sobą krajami. Istniały też regiony, gdzie górę nad wzrostem wzięły dążenia do stabilizacji. Wzrost znaczenia Chin na morzach został zatrzymany przez ustanowienie przez dynastię Ming zakazu Han jin, blokady na handel zamorski. W Europie, z racji na polityczne rozbicie, wprowadzenie tak powszechnego ograniczenia byłoby niemożliwe, a kraj, który zdecydowałby o wewnętrznym wprowadzeniu podobnych ograniczeń, szybko pozostałby w tyle.
Niewątpliwą przewagą w kwestiach geograficznych dawała Europie bliskość Morza Śródziemnego. Przez tysiąclecia funkcjonowało ono jako morska autostrada wspierająca wymianę towarów, ludzi, pomysłów i wynalazków.
Odmiennie, niż w Europie, rozwój krajów tropikalnych hamowany był przez wszędobylskie choroby tropikalne i pasożyty, osłabiające ludzi, uprawy i zwierzęta hodowlane.

### Dominacja handlowa Europy
W XIV wieku w Europie rozpoczął się renesans. Niektórzy współcześni naukowcy podają w wątpliwość znaczenie sztuki i humanizmu dla nauki, ale w tym czasie bez wątpienia nastąpiło połączenie wiedzy posiadanej przez Arabów i Europejczyków. Jednym z ważniejszych osiągnięć nauki była karawela, która łączyła w sobie arabskie ożaglowanie łacińskie i europejskie ożaglowanie rejowe. Te dwa typy ożaglowania zastosowane razem pozwalały na zbudowanie okrętu, który byłby w stanie przekroczyć Ocean Atlantycki. Dzięki takim statkom oraz postępom w dziedzinie nawigacji, Krzysztof Kolumb podjął podróż przez ocean, co zaowocowało odkryciem kontynentu amerykańskiego w roku 1492.
Dla Afroeurazji i Ameryki miało to olbrzymie skutki, głównie w postaci „problemu przybyszów”. Europejczycy przywieźli ze sobą wirusy, których ludność kontynentu amerykańskiego nie doświadczyła. Konsekwencją tego była śmierć nieznanej liczby mieszkańców Ameryk w wyniku epidemii. Europejczycy posiadali także nieznane Amerykanom konie, stal, czy broń palną, którymi posiłkowali się w walce z Inkami, Aztekami i innymi ludami Ameryki Północnej. Natomiast do Afroeurazji przeniesiony został syfilis.
Złoto i towary z kontynentów amerykańskich były odbierane ludziom i wywożone do Europy, podczas gdy z Europy do Ameryk przybywała coraz większa liczba emigrantów. By sprostać wymaganiom ilościowym siły roboczej w koloniach, rozpoczęto przewożenie na nowo zdobyte obszary mieszkańców Afryki jako niewolników. W niedługim czasie dużą część populacji Ameryk stanowili czarnoskórzy niewolnicy. W Afryce Zachodniej doszło w tym czasie do rozwoju krajów leżących na tzw. Wybrzeżu Niewolniczym, czerpiąc zyski z wykorzystywania uciśnionych narodów Afryki.

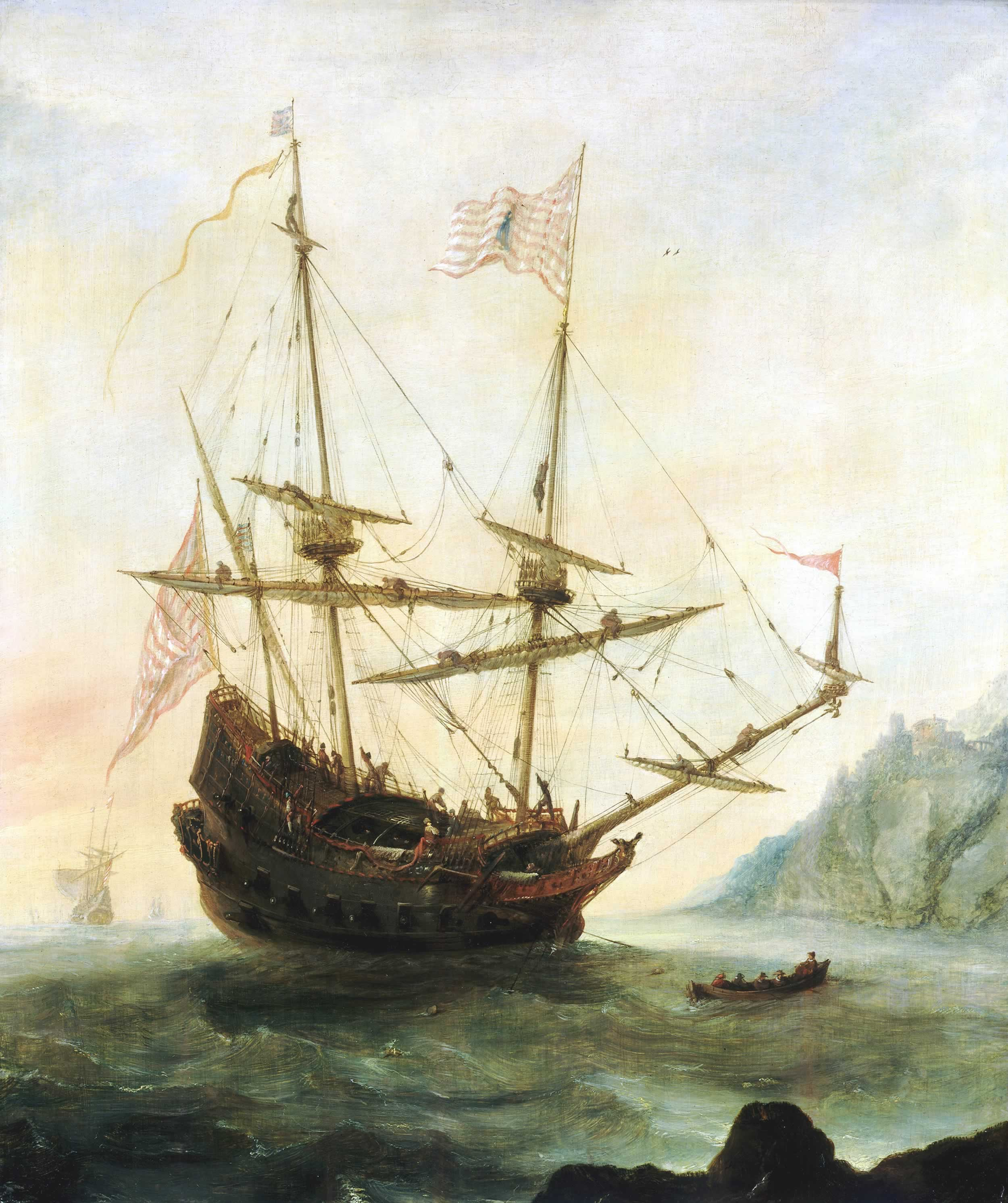
Obraz „Santa Maria na kotwicy”, pędzla Andriesa van Ertvelta z roku 1628, ukazujący karakę Krzysztofa Kolumba

Ekspansja Europy na morzach i oceanach (co nie jest rzeczą zaskakującą, zważywszy na geografię kontynentu) była głównie napędzana przez zachodnie państwa leżące blisko wybrzeży Atlantyku – Portugalię, Hiszpanię, Anglię, Francję i Holandię. Przewodnią pozycję w początkach podbojów miały imperia kolonialne Portugalii i Hiszpanii, roztaczając swoje wpływy w nowo odkrytych regionach. W niedługim czasie jednak dominację na Atlantyku zdobyły położone bardziej na północ Francja, Anglia i Holandia. W serii konfliktów zbrojnych z XVII i XVIII wieku, których kulminację stanowiły wojny napoleońskie, pierwszą pozycję na liście światowych mocarstw wywalczyła sobie Anglia, budując imperium rozciągające się na cały świat i kontrolujące w czasach swej świetności jedną czwartą jego lądów, stanowiąc „imperium, nad którym nigdy nie zachodzi słońce”.
W międzyczasie podróże admirała Zheng He zostały zatrzymane przez dynastię Ming rządzącą w latach 1366-1644 po wypędzeniu Mongołów. Rewolucja handlowa w Chinach, czasami określana mianem „raczkującego kapitalizmu”, okazała się nieskuteczna. Dynastia Ming w końcu poddała się Mandżurom, którzy ustanowili dynastię Qing, początkowo prowadzącą rządy w atmosferze spokoju i rozwoju, lecz również stopniowo poddającą się wpływom Zachodu.
Krótko po opanowaniu Ameryk, Europejczycy wykorzystali swoją przewagę technologiczną również w Azji. W początkach XIX wieku Brytyjczycy przejęli kontrolę nad subkontynentem indyjskim, Egiptem i Półwyspem Malajskim, Francuzi kontrolowali Indochiny Francuskie, a Holendrzy okupowali Antyle Holenderskie. Brytyjczycy przejęli też panowanie w miejscach, które zamieszkane były jeszcze przez ludność neolityczną, w tym Australię, Nową Zelandię i Republikę Południowej Afryki. Względnie duża liczba ludności brytyjskiej wyemigrowała do Ameryk celem kolonizacji. Pod koniec XIX wieku mocarstwa europejskie dokonały podziału pozostałych poza ich wpływami terenów afrykańskich.
W Europie nastała „era rozumu”, przyczyniając się do rewolucji naukowej, która zmieniła postrzeganie świata przez ludzi i umożliwiła nadejście rewolucji przemysłowej – znacznej transformacji ekonomii światowej. Rewolucja przemysłowa zapoczątkowana została w Wielkiej Brytanii, umożliwiając podjęcie produkcji zupełnie nowymi metodami – w fabrykach, wykorzystując zasady produkcji masowej i mechanizacji – i wytwarzając szeroki wachlarz produktów szybciej i przy mniejszych nakładach siły roboczej.
Era rozumu przygotowała też pod koniec XVIII wieku grunt nowoczesnej demokracji w postaci rewolucji amerykańskiej i francuskiej. Demokracja urosła do postaci, w której wywarła znaczący wpływ na wydarzenia światowe i jakość życia.
Podczas rewolucji przemysłowej gospodarka światowa przestawiła się na zasilanie węglem – wykorzystywały go nowoczesne środki transportu, takie, jak kolej i parowce, przyczyniając się do względnego kurczenia się cywilizowanego świata. Przez zwiększone zapotrzebowanie na paliwa, znacznie wzrosło zanieczyszczenie środowiska, które pojawiło się już w momencie odkrycia przez wczesnych ludzi ognia.

## Od początku XX wieku
Po zakończeniu II wojny światowej, w nadziei na uspokajanie konfliktów między narodami i zapobieganie przyszłym wojnom, powołano Organizację Narodów Zjednoczonych. W roku 1991 doszło do rozpadu ZSRR, pozostawiając w roli jedynej światowej siły Stany Zjednoczone, przez niektórych określane jako „supermocarstwo”.

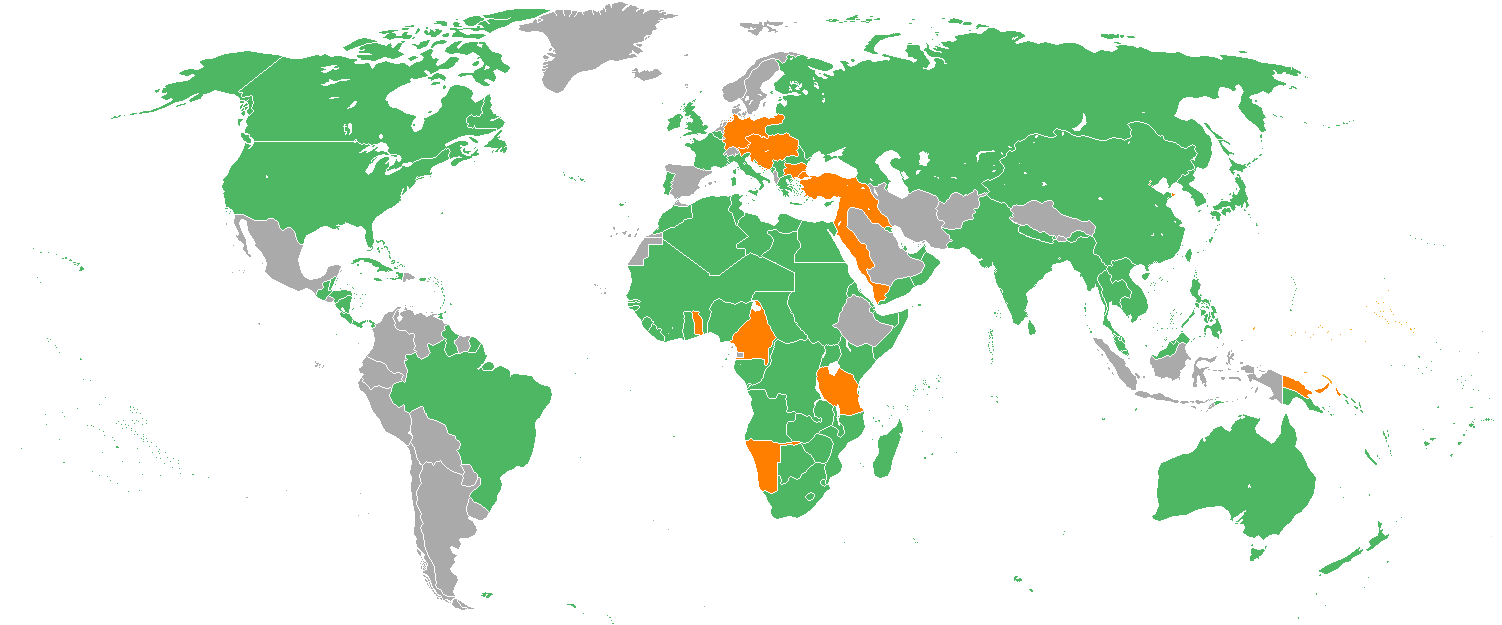
I wojna światowa, której stronami była Ententa (kolor zielony) przeciwko państwom centralnym (kolor pomarańczowy) doprowadziła do upadku Cesarstwa Niemieckiego, Cesarstwa Rosyjskiego, Imperium Osmańskiego i Monarchii Austro-Węgierskiej

XX wiek był również okresem powstania mających duży wpływ ideologii świeckich. Pierwszą, opracowaną po roku 1917 w Związku Radzieckim był komunizm, który po roku 1945 wpłynął na Europę Środkową, Jugosławię, Bułgarię, Rumunię, Albanię, Wietnam Północny i Koreę Północną. W roku 1949 komunizm zakorzenił się w Chinach, a w latach 50. i 60. w krajach Trzeciego Świata. Lata 20. i 30. przyniosły rozwój wojskowej dyktatury faszystowskiej, która przejęła władzę we Włoszech, Niemczech, Japonii i Hiszpanii.
Transformacje te były połączone z konfliktami zbrojnymi na niespotykaną do tej pory skalę i niosące największe w historii zniszczenie. I wojna światowa zniszczyła wiele dotychczasowych imperiów i monarchii Europy, dodatkowo osłabiając Francję i Wielką Brytanię. II wojna światowa stała się przyczynkiem do upadku większości dyktatur wojskowych Europy i ekspansji komunizmu na tereny Europy Wschodniej i Środkowej oraz do Azji.

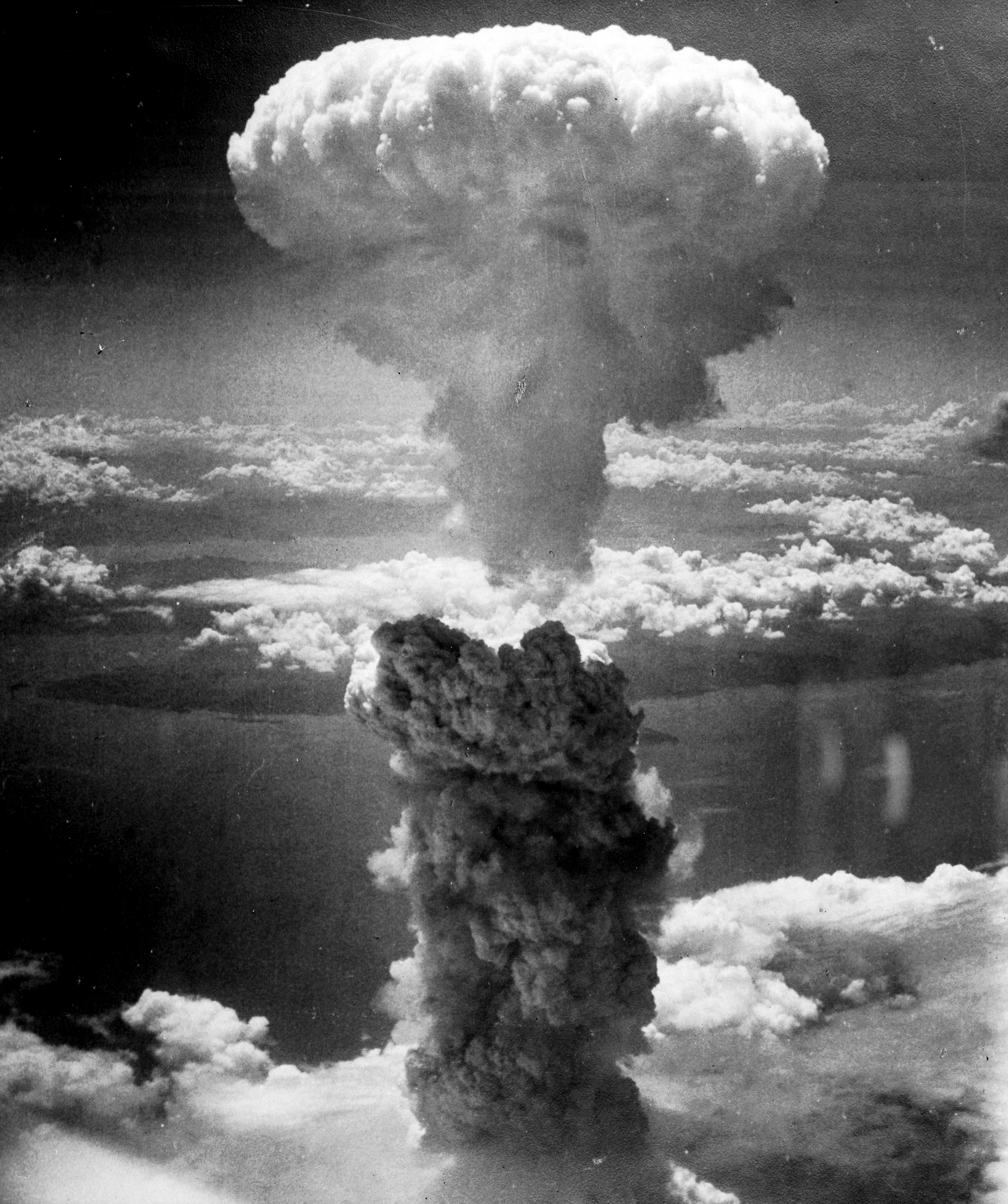
Użycie bomby atomowej przeciwko Japonii w roku 1945 doprowadziło do końca II wojny światowej i rozpoczęło jednocześnie zimną wojnę

Wydarzenia te stały się powodem do rozpoczęcia zimnej wojny – czterdziestoletniego okresu napięć między Związkiem Radzieckim i Stanami Zjednoczonymi, włączywszy w to sojuszników obu stron. Cała ludzkość i wszystkie formy życia stanęły w obliczu zagrożenia ze strony posiadanej przez strony konfliktu broni atomowej. Posiadające taką broń państwa zrozumiały stanowione przez nią zagrożenie szczególnie po kryzysie kubańskim, który w roku 1962 prawie doprowadził do wojny nuklearnej. Konflikt z użyciem broni atomowej był postrzegany za niepraktyczny, wypowiadano więc wojny zastępcze, prowadzone kosztem nieposiadających broni masowego rażenia krajów Trzeciego Świata. Jako odpowiedź na zagrożenie konfliktami i wojny, które faktycznie się rozegrały, powstała młodzieżowa kontrkultura lat 60., kwestionująca w kilku krajach ideę wyższości Zachodu oraz zbrojenia atomowe, propagowane przez przywódców.
W roku 1991 świat stał się świadkiem rozpadu Związku Radzieckiego. Niektóre byłe republiki dołączyły potem do Rosji, tworząc Wspólnotę Niepodległych Państw. Inne republiki wraz z kilkoma krajami ościennymi zwróciły się w kierunku Europy Zachodniej i Unii Europejskiej.
Wiek XX przyniósł też znaczący rozwój technologiczny, wzrost średniej długości życia i poprawę warunków bytowania większości mieszkańców świata. Gospodarka światowa dokonała zmiany podstawowego paliwa z węgla na paliwa oparte na ropie naftowej, a postęp w dziedzinie transportu i komunikacji w dalszym stopniu unifikowały świat. Opracowane w XX wieku wynalazki przyczyniły się jednak do wzrostu zanieczyszczenia środowiska naturalnego, mimo że zanieczyszczenia generowane przez miasta stoją dziś na niższym poziomie niż za czasów dominacji węgla w roli paliwa.

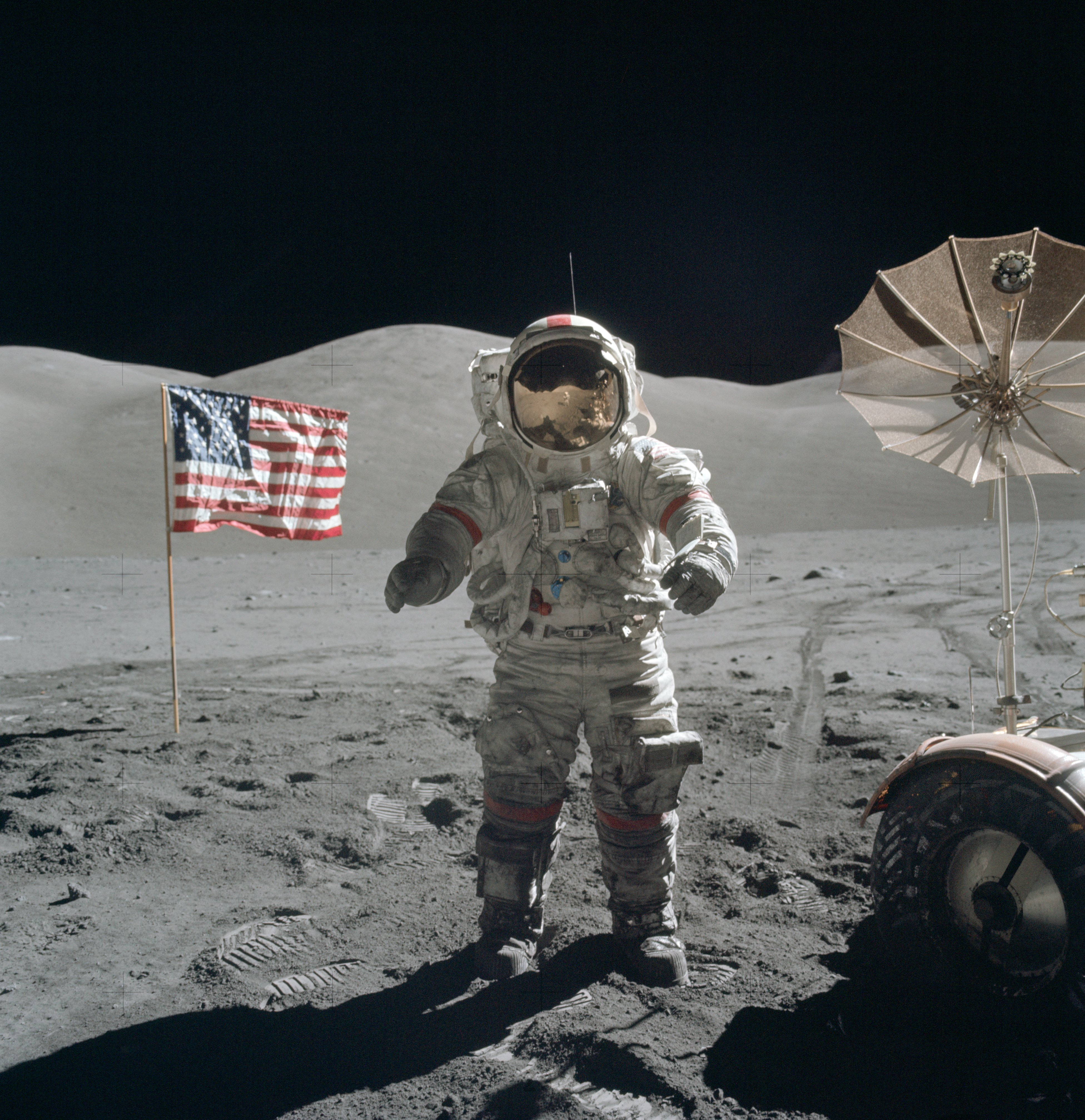
Ostatnia wyprawa na Księżyc – Apollo 17, rok 1972

Druga połowa XX wieku to nastanie ery informacji, ożywienie handlu i stosunków międzykulturowych dzięki globalizacji. Eksploracja kosmosu pozwoliła ludzkości na poznanie całego Układu Słonecznego. Odkryto strukturę DNA, szablonu, według którego powstaje życie, doszło też do ustalenia sekwencji materiału genetycznego człowieka, co stanowiło obietnicę zmiany oblicza ludzkich chorób. Liczba publikowanych rocznie prac naukowych znacznie przekroczyła w tym czasie całość materiału naukowego zebranego przed rokiem 1900, podwajając się co około 15 lat.
Nadal zmniejszał się światowy analfabetyzm wraz z odsetkiem ludności zajmującej się produkcją żywności (Kurzweil, 1999).
W tym samym czasie pojawiła się jednak wizja rychłego końca dziejów ludzi, do którego przyczynić mogły się pozostawione bez większego nadzoru zagrożenia – rozpowszechnienie broni atomowej, efekt cieplarniany, inne formy degradacji środowiska naturalnego w następstwie masowego wykorzystywania paliw nuklearnych i kopalnianych, konflikty międzynarodowe wynikające z kurczących się surowców naturalnych, szybko rozprzestrzeniające się choroby (np. wywoływany wirusem HIV zespół nabytego niedoboru odporności) i zagrożenie przelatującymi blisko Ziemi asteroidami i kometami.
Rozwój państw zawsze powodowany był chęcią osiągnięcia korzyści i strachem przed ponoszeniem strat. Poczucie tożsamości narodowej było podsycane w konfliktach z obcokrajowcami, uważanymi za intruzów. Pod koniec XX wieku obserwować można powstanie nowego supermocarstwa – Unii Europejskiej. Próby naśladowania struktur Unii Europejskiej podjęto też w ograniczonym zakresie przez kraje azjatyckie, afrykańskie i południowoamerykańskie. W tym samym czasie egzystencja i upadek państw o różnej strukturze społecznej i o rozmaitych celach istnienia przebiegał przy udziale wojen i nieuniknionym spadku liczby ludności, zniszczeniach, chorobach, głodzie i aktach ludobójstwa.
Na przełomie lat 80. i 90. XX wieku zaistniał Internet – globalna sieć komputerowa pozwalająca na przekaz informacji z ekspresową prędkością, co doprowadziło do obecnych przemian w polityce i kulturze.
W początkach XXI wieku stopniowo jednoczący się świat stanął w obliczu wspólnego zagrożenia, które zażegnać można było tylko wspólnie podjętym wysiłkiem. Niektórzy naukowcy nazywają to zjawisko „planetarną fazą cywilizacji ludzkiej”. Coraz silniejsze było odczucie, że świat albo zakończy swoją egzystencję, albo przeżyje, ale tylko jako efekt wspólnego wysiłku. 30 października 2006 zaznaczył to raport Sterna, ostrzegający przed globalnym ociepleniem i gwałtownymi zmianami klimatu. W toku historycznej eskalacji zagrożeń ludzkości, lokalne i międzynarodowe konflikty tracą swoje znaczenie na rzecz uniwersalnych zagrożeń rodzaju ludzkiego – swoistego globalnego konfliktu ludzkości ze środowiskiem naturalnym.
Globalne zagrożenie degradacją środowiska naturalnego i wyczerpywaniem się surowców naturalnych oraz źródeł energii nie stanowią pierwszych oznak kryzysu materiałowo-energetycznego w historii świata. Wcześniejsze przypadki to choćby wylesianie przeprowadzane przez Brytyjczyków w celu zapewnienia dostaw węgla drzewnego na potrzeby produkcji żelaza. Wtedy sytuacja na rynku materiałów doprowadziła do rozpowszechnienia koksu, który znacznie wsparł osiemnastowieczną rewolucję przemysłową w Anglii. Podobnie, na przełomie XX i XXI wieku, świat stanął w obliczu efektu wąskiego gardła, który przerwać można innowacjami technicznymi, takimi, jak energia pochodząca z fuzji jądrowych (np. w ramach programu ITER), czy szersze wykorzystanie odnawialnych źródeł energii, popartych na sile wiatru, pływów, wodzie i Słońcu (fotowoltaika).

## Wzrost populacji światowej
| Ludność świata (mln) | Rok               | Przyrost                                                 |
| -------------------- | ----------------- | -------------------------------------------------------- |
| 0.0002               | ok. 90 000 p.n.e. |                                                          |
| 0.015                | ok. 70 000 p.n.e. |                                                          |
| 1                    | ok. 30 000 p.n.e. | (podwojenie po 5000 latach)                              |
| 5                    | ok. 10 000 p.n.e. |                                                          |
| 75                   | ok. 1000 p.n.e.   |                                                          |
| 251                  | ok. 1 n.e.        |                                                          |
| 300                  | ok. 500 n.e.      |                                                          |
| 350-375              | ok. 1000          |                                                          |
| 400                  | ok. 1250          |                                                          |
| 500                  | ok. 1500          |                                                          |
| 750                  | ok. 1750          |                                                          |
| 1000                 | 1804              |                                                          |
| 2000                 | 1927              | (1 miliard po 110 latach)                                |
| 3000                 | 1959              | (1 miliard po 30 latach)                                 |
| 4000                 | 1974              | (1 miliard po 14 latach)                                 |
| 5000                 | 1987              | (1 miliard po 14 latach)                                 |
| 6000                 | 1999              | (1 miliard po 11 latach)                                 |
| 7000                 | 2011              | (1 miliard po 13 latach)                                 |
| 8000                 | 2022              | aktualizowany na bieżąco: https://www.worldometers.info/ |
| 8500                 | 2027(prognoza)    | (1 miliard po 16 latach)                                 |
| 9000                 | 2054(prognoza)    | (1 miliard po 27 latach)                                 |
| 10 000               | 2085(prognoza)    | (1 miliard po 31 latach)                                 |
| 11 000               | 2124(prognoza)    | (1 miliard po 39 latach)                                 |

### Tematy historyczne
- Historiografia
- Historia życia na Ziemi

### Historia według okresu
- Prehistoria
- Historia starożytna
- Średniowiecze
- Historia nowożytna
- Historia najnowsza

## Lektura dodatkowa
- David S Landes, The Wealth and Poverty of Nations: Why Some Are So Rich and Some So Poor, New York: W.W. Norton & Company, 1999, ISBN 978-0-393-31888-3, OCLC 41471557. Brak numerów stron w książce
- David S. Landes, "Why Europe and the West? Why Not China?,” Journal of Economic Perspectives, 20:2, 3, 2006.
- Ricardo Duchesne, „Asia First?”, The Journal of the Historical Society, Tom 6, numer 1 (marzec 2006), ss. 69-91
- William McNeill, The Rise of the West: A History of the Human Community, Chicago, University of Chicago Press, 1963.